# 도쿠가와씨
도쿠가와씨(일본어: 徳川氏 도쿠가와우지[*])는 도쿠가와 이에야스가 창시한 일본의 씨족으로, 무가이자 화족이다. 일본 천황의 머나먼 방계 후손인 겐지(源氏) 중 하나이다. 닛타씨계 得河氏・得川氏의 후예를 칭할때, 가자(嘉字)를 써서 도쿠가와(徳川)라 칭한 것이 시초가 되어, 에도 막부 도쿠가와 쇼군가와 그 친족들의 가명으로 삼았다. 그러나, 『도쿠가와가보(徳川家譜)』에 기록된 가계에 관해서는 『존비분맥(尊卑分脈)』의 해당 기록과 유사한 흐름은 있으나, 당대 사료를 통한 검증이 되지 않아 得川氏와 이에야스의 가계와의 동일성은 증명되지 않았다.

## 출신
도쿠가와씨는 마쓰다이라씨 (안조 마쓰다이라가) 당주 도쿠가와 이에야스가 창시한 성씨이다. 에도 시대에 성립된 번한보에 따르면, 뿌리는 미카와국 (아이치현)의 촌장(庄屋) 마쓰다이라 다로자에몬 노부시게에게 데릴사위로 들어간 시종(時宗)의 소행승으로 전해지는 도쿠아미이다. 그는 세이와 겐지계 가와치 겐지 요시쿠니류 에가와씨 (도쿠가와씨, 세라타씨)의 후예를 자칭하고, 제국을 떠도는 가운데, 오오하마 쇼묘지에서 열린 렌가회에서의 만남이 노부시게의 양자로 들어가는 계기라고 전해진다. 환속하여 마츠다이라 치카우지라고 이름 붙혔다고 한다.
또한, 치카우지를 초대로 하는 마츠다이라가 9대 (안죠 마츠다이라가 6대)의 이에야스가 일으킨 치카우지류 마츠다이라씨 적류인 도쿠가와 쇼군가 (도쿠가와 종가)외에 도쿠가와 성씨가 허락되는 가족은, 이에야스 직계의 자손 (신판 다이묘) 중에서도 특히, 고산케 (오와리・키슈・미토), 고산쿄 (타야스・히토츠바시・시미즈)와 고산케, 고산쿄의 후손들만 (한때, 스루가 도쿠가와가, 코후 도쿠가와가, 타테바야시 도쿠가와가도 존재했었음)이며, 이들 집안에 양자로 들어가는 자들도 이에야스의 남계 후손들이었다.

### 도쿠가와씨의 창설

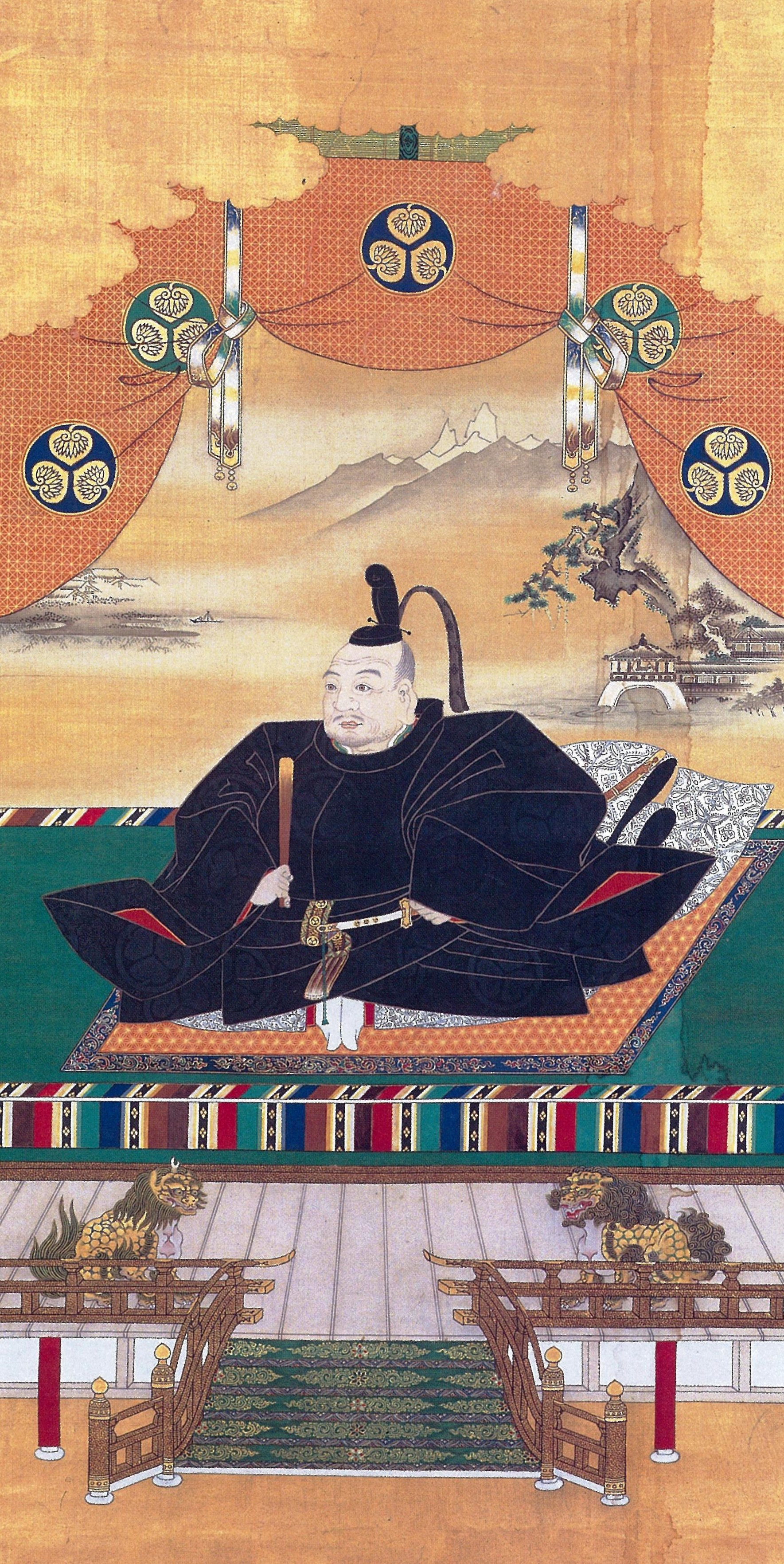
도쿠가와 이에야스의 초상화(가리노 도시노부 작품)

에이로쿠 9년 (1566년), 관직을 얻고, 아손이기도 했던 마츠다이라 이에야스가 조정의 허가를 받아 이에야스 혼자 도쿠가와(徳川)로 복성(復姓) (사실상의 개성(改姓))하고, 종5위하 미카와노카미에 서임되었다. 이때, 오기마치 천황은 선례가 없는 신청에 대해서 주저하고, 불신을 말했으나, 요시다 카네미기가 마데노코지가의 문서를 개주하고, 닛타씨계 得川氏가 2류로 나뉘어 한쪽이 후지와라 성(藤原姓)이 되었다는 선례가 발견되었다고 하였다. 이 건에는 고노에 사키히사가 관여하고 있으며, 그 경위를 아들인 고노에 노부타다에게 보낸 서찰이 현존하고 있다.
여기서 중요한 것은, 마쓰다이라 일족이 도쿠가와씨로 개성한 것이 아니라, 도쿠가와는 이에야스 개인에게만 허용되는 칭호였다는 것이다. (적남 노부야스에 대해서는 자칭한 설과 그렇지 않은 설, 도쿠가와씨를 자칭했지만 사후 에도 막부의 후술 방침으로 그 사실이 말소된 설이 있음). 도쿠가와 성은 이에야스 개인이 마쓰다이라씨 내부에서 전제 권력을 확립해 파생된 마쓰다이라 일족과 가신단을 통제하기 위해 사용된 것으로 보인다. 초대 이에야스가 게이초 10년 (1605년)에 쇼군직과 당주직을 내려놓고 은거할때까지, 도쿠가와 성이 허락된 사람은 후계자였던 히데타다가 유일했다. 공인된 11명이 있었던 이에야스의 아들 중, 도쿠가와 성을 허락받은 것은 3남이자 후계자였던 히데타다, 및 고산케의 시조가 되는 9남 요시나오, 10남 요리노부, 11남 요리후사 (1636년 (간에이 13년) 7월, 도쿠가와로 복성하여, 마츠다이라 성에서 개성함)의 4명에 불과하다. 고산케의 시조인 세명은 히데타다가 2대 당주 (쇼군)가 된 후에 원복한 자들이다.

### 본성에 대해서
닛코 동조궁에 남아있는 이에야스의 쿠젠 등에 전부 미나모토노 이야으로 되어있고, 도쿠가와씨가 겐지를 계속적으로 칭한 것으로 되어있지만, 이는 3대 쇼군 도쿠가와 이에미츠의 대인 1645년 (쇼호 2년)에 흩어진 것을 보전한 것으로 개변된 것이라고 볼 수 있다.
에이로쿠 9년 (1566년)에 받은 작위는 실제로는 "계도 발견"의 경위도 있어, 후지와라노 이에야스로서 행해졌으며, 이 시점에서는 후지와라씨를 칭했다. 카사야 카즈히코는 겐지의 동량인 아시카가 쇼군가에 대해 이에야스가 손잡고 있지 않았을 뿐더러, 쇼군가가 당시 당주 부재라는 이상사태를 맞이하여, 중개한 고노에 마에히사가 관위 주청을 하기 위해서는 후지와라씨 일문이 유리했다고 지적하고 있다.
이후, 이에야스의 성씨 사용에 대해서는 상당히 자의적인 것으로, 후지와라씨나 겐지를 그때마다 구분하여 사용하고 있다. 도쿠가와씨가 겐지라는 견해가 명확하게 정리된 것은 나중 일이며, 겐지의 명문가인 키라씨로부터 미나모토노 요시쿠니의 족보를 빌려서였다. 이를 코노에 마에히사가 발급시기 미상의 서한에서 「쇼군망에 대한 것(将軍望に付ての事)」이라고 지적하기도 하였으며, 이에야스의 겐지 출신은 쇼군직 취임을 목적으로 한 1603년 (게이초 8년) 세이타이쇼군 취임 직전의 것이라는 견해가 와타나베 요스케와 나카무라 코우야의 연구 이래 정설로 되어왔다.
다만 동시대 사료에 의하면, 마츠다이라씨 3대 노부미츠는 카모노아손 (카모)성을 자칭한 것이 있고, 마츠다이라씨 아오이노몬도 카모씨와 관계를 알 수 있다는 점 등에서, 실제로는 카모씨의 부민이라는 지적도 이루어지고있다. 기요야스 시대에도 이미 안죠 마츠다이라씨는 세이카 겐지 (미나모토성 세라타씨)라고 자칭한 적도 있으며, 이에야스 자신도 이마가와로부터 독립 직후인 에이로쿠 4년 (1561년)에 발급한 스가누마씨에 대한 안도장에서 "미나모토노 이에야스"라고 서명했으며 (『스가누마 가보』, 『쿠노잔 동조궁 소장문서』), 에이로쿠 4년에서 6년의 기간동안, 5점의 정식문서를 포함한 6점에 "겐지"라는 서명이 보인다.
요네다 유스케가 관무인 「미부가문서」에 있는 쿠젠을 조사한 결과, 덴쇼 14년 (1585년)의 곤츄나곤 취임 이전의 쿠젠은 모두 후지와라 성씨이나, 덴쇼 15년 (1586년) 등은 불명확하고, 덴쇼 20년 (1592년) 9월, 도쿠가와가를 청화가의 가격으로 하는 「세이카나리(清華成り)」를 발급할 때에는 겐지 성이 되어, 이후 일관해서 겐지 성을 가지는 것이 명확해졌다. 요네다는 겐지개성을 덴쇼 20년으로 보고 있으나, 카사야는 『쥬라쿠코우코키(聚楽行幸記)』에서 이에야스가 "다이나곤 미나모토노 이에야스"라고 서명했다는 기사를 지적하고, 덴쇼 16년의 쥬라쿠다이 행차 무렵의 시기로 보고있으며, 아시카가 요시아키의 출가에 의한 쇼군가 소멸이 계기였다고 보고있다. 이후, 현존하는 발급 문서에서도 겐지로 되어있다.
1586년에는 히데타다가 도요토미씨(豊臣氏)를 하사받았으며, 이에야스와 함께 하시바(羽柴)의 성을 허락받았지만, 당시 도요토미씨 또는 하시바씨의 허가는 다이묘 뿐만아니라 의사들까지 폭넓게 이루어졌다.

## 가계

### 도쿠가와 종가

#### 도쿠가와 종가 (세이타이쇼군・시즈오카번주・공작)
```
오다이노가타
 ┬ 초대 
이에야스
 ┬ 
노부야스

             │               ├ 
가메히메
 ─ 
다다아키라
[
3
]

             │               ├ 
히데야스
[
4
]

             │               ├ 제2대 
히데타다
 ┬ 제3대 
이에미쓰
 ┬ 제4대 
이에쓰나

             │               │                │                ├ 제5대 
쓰나요시
[
5
]
 ─ 
도쿠마쓰

             │               │                │                └ 
쓰나시게
[
6
]
 ┬ 제6대 
이에노부
 ─ 제7대 
이에쓰구

             │               │                │                              └ 
기요타케
[
7
]

             │               │                ├ 
다다나가
[
8
]

             │               │                └ 
마사유키
[
9
]

             │               ├ 
다다요시
[
10
]

             │               ├ 
노부요시
[
11
]

             │               ├ 
다다테루
[
12
]

             │               ├ 
마쓰치요
[
13
]

             │               ├ 
센치요
[
14
]

             │               ├ 
요시나오
[
15
]
 ─ 
미쓰토모
 ┬ 
쓰나노부

             │               │                         ├ 
요시유키
[
16
]

             │               │                         ├ 
요시마사
[
17
]

             │               │                         └ 
도모아키
[
18
]

             │               ├ 
요리노부
[
19
]
 ┬ 
미쓰사다
 ┬ 
쓰나노리

             │               │             │          ├ 
요리모토
[
20
]

             │               │             │          └ 제8대 
요시무네
 ┬ 제9대 
이에시게
 ┬ 제10대 
이에하루
 ─ 
이에모토

             │               │             │                            │                └ 
시게요시
[
21
]

             │               │             │                            ├ 
무네타케
[
22
]

             │               │             │                            └ 
무네타다
[
23
]
 ─ 
하루사다
 ┬ 제11대 
이에나리
 ┬ 제12대 
이에요시
 ─ 제13대 
이에사다

             │               │             │                                                       │                 └ 
나리유키
 ─ 제14대 
이에모치

             │               │             │                                                       └ 
나리마사
 ─ 
요시요리
 ─ 제16대 
이에사토
 ─ 제17대 
이에마사

             │               │             ├ 
요리즈미
[
24
]

             │               │             └ 마쓰히메
[
25
]
 ─ 
노부마사
 ─ 
다카쓰카사 마쓰다이라가
(요시이가)로 이어짐
             │               └ 
요리후사
[
26
]
 ┬ 
요리시게
[
27
]
 ┬ 
쓰나에다

             │                              │             ├ 
요리토시
 ─ 
요리토요
 ─ 
무네타카
 ─ 
무네모토
 ─ 
하루모리
 ┬ 
하루토시
 ─ 
나리아키
 ┬ 제15대 
요시노부
[
28
]

             │                              │             │                                                          │                      └ 
아키타케
 ─ 
다케사다
[
29
]

             │                              │             │                                                          └ 
요시나리
 ─ 
요시타쓰
 ─ 
가타모리
 ─ 
쓰네오
 ─ 
이치로
 ─ 제18대 
쓰네나리
 ─ 제19대 
이에히로

             │                              │             └ 
요리요시
 ─ 
요리히로
[
30
]

             │                              ├ 
미쓰쿠니
 ─ 
요리쓰네

             │                              ├ 
요리모토
[
31
]

             │                              ├ 
요리타카
[
32
]

             │                              └ 
요리오
[
33
]

             ├ 
야스모토
[
34
]

             ├ 
야스토시
[
35
]

             ├ 
사다카쓰
[
36
]
 ┬ 
사다유키
[
37
]

             │             ├ 
사다쓰나
[
38
]

             │             ├ 
사다후사
[
39
]

             │             └ 
사다마사
[
40
]

             └ 마쓰히메
[
41
]
 ─ 
다다미쓰
 ─ 
미쓰시게
 ─ 
도다씨
로 이어짐
```

## 도쿠가와와 마쓰다이라
도쿠가와 이에야스 개인의 남계 혈통에 해당하는 도쿠가와씨 제가는, 마츠다이라라는 이름으로만 인정받은 이에야스 자손인 모로 마츠다이라가 (에치젠 마츠다이라가・아이즈 마츠다이라가 등)와 함께 신판을 형성하여, 에도시대 약 265년에 걸쳐 일본의 지배층으로 군림하였다. 메이지 유신 이후에도, 도쿠가와씨는 무가의 최상류로써 화족에게 대접받았으며, 종가는 공작, 고산케는 후작, 고산쿄는 백작에 올라, 현재 도쿠가와 이에야스의 자손으로 도쿠가와 성을 쓰는 집은 다음의 8가와 그의 별가이다.
1. 도쿠가와 종가 (구 쇼군가. 도쿠가와 종가)
2. 오와리 도쿠가와가 (고산케)
3. 기슈 도쿠가와가
4. 미토 도쿠가와가
5. 히토쓰바시 도쿠가와가 (고산쿄)
6. 타야스 도쿠가와가
7. 시미즈 도쿠가와가
8. 마츠도 도쿠가와가 (미토 도쿠가와가의 분가)

현재의 후손은 도쿠가와・마츠다이라 일문의 모임에 소속되어있으며, 회원 수는 약 600명이다. 밑의 집안은 절가한 집이다.
- 스루가 도쿠가와가 (당주 도쿠가와 타다나가가 할복해서 가계 단절)
- 코후 도쿠가와가 (고료텐) (2대 당주 도쿠가와 츠나토요가 6대 쇼군이 되었기 때문에 소멸)
- 타테바야시 도쿠가와가 (고료텐) (당주 도쿠가와 츠나요시가 5대 쇼군이 되었기 때문에 소멸)
- 도쿠가와 요시노부가 (종가 별가) (2017년 가계 단절)

또한, 키슈 도쿠가와가문은 가계 단절이 확정적이며, 다야스 도쿠가와가, 시미즈 도쿠가와 가문도 남계 단절이 농후하다. 오와리 도쿠가와가, 마쓰도 도쿠가와가의 남계는 이미 단절되어 있다.

## 도쿠가와씨 연고 사찰 및 보다이지
- 조죠지 (도쿄도) - 도쿠가와씨 보다이지
- 칸에이지 (도쿄도) - 도쿠가와 쇼군가 보다이지, 이에미츠가 개기(開基)
- 린노지 (도치기현) - 도쿠가와 쇼군가 묘소. 동조궁, 후타라산 신사라고 총칭하여 2사 1사.
- 다이쥬지 (아이치현) - 도쿠가와 쇼군가 보다이지. 마츠다이라씨 보다이지. 역대 당주의 묘가 이ퟭ음
- 켄츄지 (나고야시) - 오와리 도쿠가와가 보다이지.
- 코쇼지 (아이치현) - 오와리 도쿠가와가 기원사(祈願寺)
- 호조지 (오카자키시) - 마츠다이라씨 보다이지
- 코게츠인 (아이치현) - 마츠다이라씨 보다이지
- 쵸호지 (와카야마현) - 키슈 도쿠가와가 보다이지. 역대 당주의 묘가 있음
- 죠후쿠지 (츠치우라시) - 미토 도쿠가와가 보다이지.
- 난메이인 - 토후쿠지 탑두. 역대 쇼군의 위패가 모셔져있음.
- 동조궁 (토치기현) - 총본사로써 쿠노잔 동조궁 등 전국의 동조궁에서 이에야스를 모심.

## 초상화
2012년, 도쿠가와 기념재단이 소장하고 있는 역대 쇼군의 초상화 밑그림이 공개되었다.

## 같이 보기
- 도쿠가와씨
- 마쓰다이라씨
- 겐지 (씨족)
- 일본 황실